# Matsuo Bashō

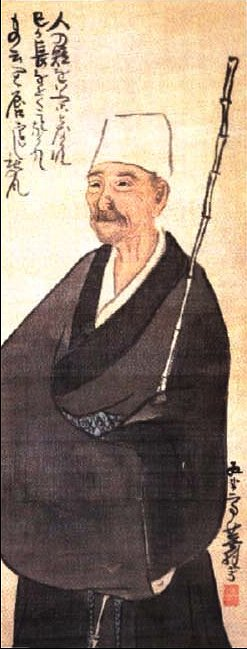
Matsuo Bashō, Zeichnung von Yosa Buson

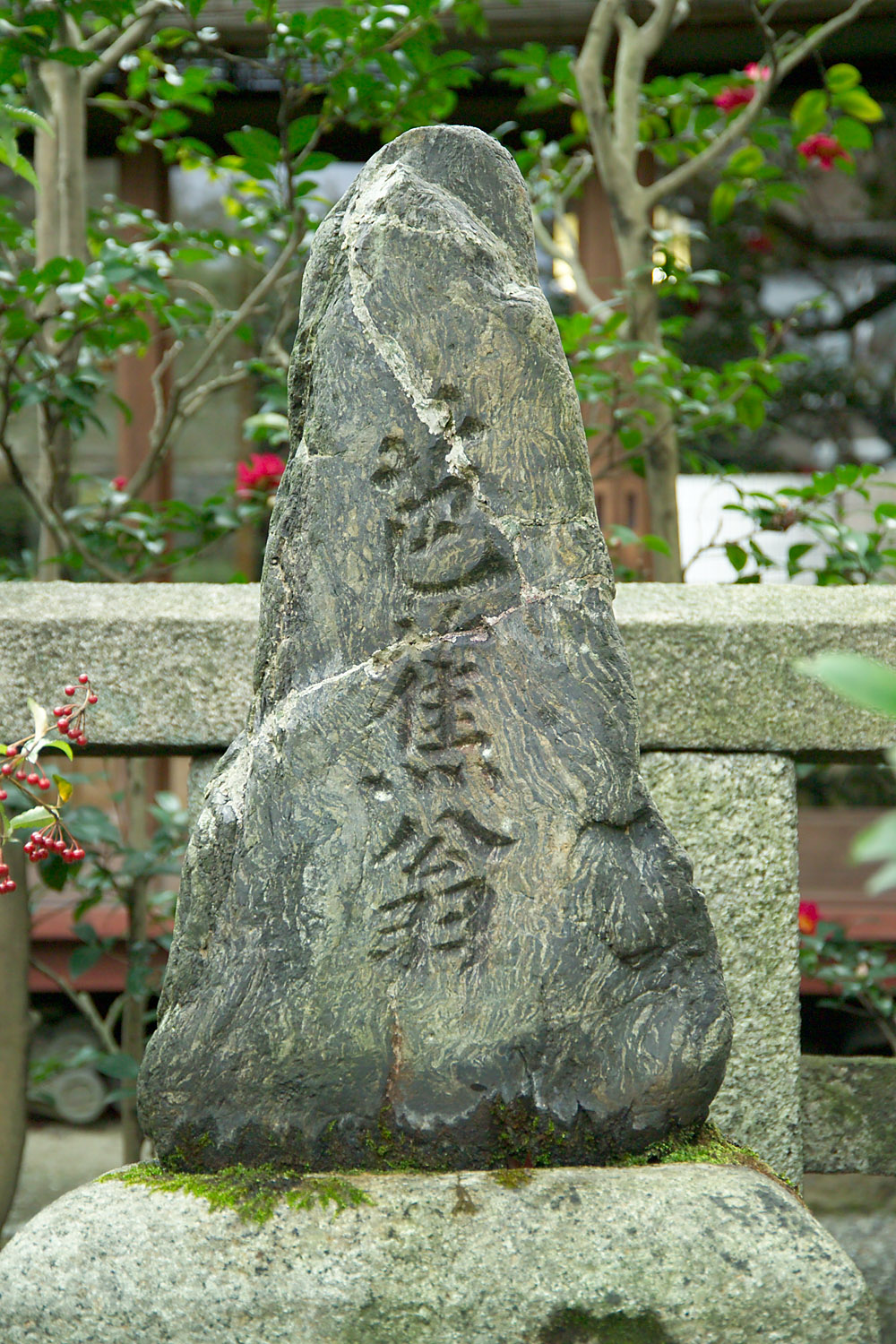
Grabmal

Matsuo Bashō (japanisch 松尾 芭蕉; * 1644 in Akasaka, Provinz Iga, heute Akasaka, Ueno, Iga, Präfektur Mie; † 28. November 1694 in Osaka), eigentlich Matsuo Munefusa (松尾 宗房), war ein japanischer Dichter. Er gilt als bedeutender Vertreter der japanischen Versform Haiku. Bashō und seine Schüler erneuerten die bis dahin humorvoll spielerische Haikai-Dichtung und erhoben sie in den Rang ernsthafter Literatur.

## Leben
Matsuo Bashō wurde in eine Samuraifamilie niederen Ranges hineingeboren, deren Lebenswelt er sich widersetzte. Anstatt die für ihn vorgesehene militärische Laufbahn einzuschlagen, wurde er ein Wanderer, der den Weg und die Geschichte des Zen studierte und sich klassischer chinesischer Poesie zuwandte. Bashōs Vater starb 1656; es ist möglich, dass der 12-jährige Bashō zu diesem Zeitpunkt bereits im Dienste von Todo Yoshitada stand, einem jungen Verwandten des herrschenden Feudalherrn. Mit ihm teilte Bashō die Leidenschaft für das Haikai no Renga, einer Form des abwechselnden, gemeinschaftlichen Dichtens meist in 14 und 17 Moren.
Mit dem plötzlichen Tod Yoshitadas 1666 endete Bashōs Dienst für den Feudalherrn und er zog sich im Alter von 22 Jahren vermutlich in die Einsamkeit eines buddhistischen Klosters bei Kyōto zurück, wo auch seine frühesten, heute noch erhaltenen Verse entstanden. Ab 1667 wohnte er vermutlich in Fukagawa bei Edo (heute Tokio) bei seinem Freund Sugiyama Sampū, wo er anfing, Haiku zu dichten und sich in die Poesie zu vertiefen. Obgleich Bashōs Verse 1667, 1669 und 1671 in unterschiedlichen Anthologien erschienen, brechen die biografischen Aufzeichnungen zu Bashōs Leben bis 1676 weitgehend ab.
1676 schrieb er zusammen mit einem anderen Dichter in Edo einige hundert Verse lange renku. Bashōs Poesie genoss bald in den literarischen Zirkeln von Nihonbashi große Aufmerksamkeit. In der Folge wurde er von Kitamura Kigin (1624–1705) unterrichtet. 1680 besaß er bereits 20 Schüler, die er unterrichtete und deren beste Gedichte als Tōsei-montei Dokugin-Nijūkasen (桃青門弟独吟二十歌仙, dt. etwa Die besten Gedichte von Tōseis zwanzig Schülern) veröffentlicht wurden. Seine Schüler bauten ihm auch eine erste Hütte aus Bananen-Stauden (芭蕉庵, bashō-an, speziell Japanische Faserbananen), woher auch sein dichterisches Pseudonym rührt. Trotz seines Erfolges war Bashō einsam, was ihm zum Anlass diente, sich der Zen-Meditation zuzuwenden.
Zwei Jahre später, 1682, brannte Bashōs Behausung nieder, im darauffolgenden Jahr verstarb seine Mutter in Ueno. Bashō reiste für einige Monate nach Yamura in der Provinz Kai (heute: Tsuru, Präfektur Yamanashi). Noch im selben Jahr erbauten seine Schüler eine neue, zweite Bashō-Hütte. Im darauffolgenden Jahr, 1684, veröffentlichte sein Schüler Takarai Kikaku die Anthologie Minashiguri (虚栗). Im Winter desselben Jahres begab sich Bashō auf seine erste von vier Wanderungen, die bis 1685 andauerte. Das literarische Ergebnis dieser Wanderung war das „Verwitterte Skelett“. Zudem führte Bashō in Nagoya eine Gruppe von Dichtern an, die „Die Wintersonne“ dichteten.
Zurückgekehrt von seiner Reise, schrieb Bashō 1686 die „Kritischen Notizen zum Neujahrs-Renku“. Nach einem kurzen Aufenthalt in Edo begann er 1687 seine zweite Wanderung nach Kashima, die er in „Ein Besuch im Schrein von Kashima“ beschrieb. Zudem nahm er als Richter an einem Haiku-Wettbewerb teil, der in der „Weiten Ebene“ veröffentlicht wurde. Seine Reise führte ihn entlang des Tōkaidō, aus ihr gingen die berühmten Werke „Die Aufzeichnungen einer wettergegerbten Schultasche“ und „Ein Besuch am Schrein von Sarashina“ hervor.
Abermals kehrte Bashō 1688 nach einem Jahr nach Edo zurück und abermals begann er ein Jahr darauf eine Wanderung, seine dritte, diesmal in die nördlichen Provinzen von Honshū. Auf dieser Wanderung sammelte Bashō Material für sein „Oku no Hosomichi“ (奥の細道, etwa „Der enge Pfad zum tiefen Norden“ oder „Auf schmalem Pfad durchs Hinterland“), das zum Klassiker der japanischen Literatur avancierte.
Die letzten zehn Jahre seines Lebens unternahm Bashō zahlreiche Reisen. Er zeichnete dabei Bilder, um seine kontemplative Poesie anzuregen. Ebenso arbeitete er mit Dichtern vor Ort in der dem Haiku nah verwandten Versform des Renga. Zusätzlich schrieb Bashō auch Haibun, eine Kurz-Prosa-Poesie in Form von Reisetagebüchern, wie z. B. das berühmte Oku no Hosomichi (1689). 1690 besuchte er Freunde in Kyōto und verbrachte einige Sommermonate am Biwa-See. Im Verlauf des folgenden Jahres verbrachte er einige Wochen im „Haus der fallenden Persimonen“, wo er „Das Saga-Tagebuch“ schrieb, bevor er gegen Jahresende nach Edo zurückkehrte.  Aus demselben Jahr stammt auch die Veröffentlichung von „Mantel des Affen“.
1692 wurde die dritte Bashō-Hütte gebaut, in der er sich einschloss und das heute als „Kritische Kommentare einer Herbstnacht“ bekannte Werk  schrieb. 1694 wurde „Ein Sack voll Holzkohle“ veröffentlicht, und Bashō brach zu einer weiteren langen Sommerreise auf. Schwer erkrankt starb er am 28. November in Osaka. Bestattet wurde er am Tempel Gichū-ji (義仲寺) in Ōtsu.
Nach ihm ist der Krater Bashō auf dem Merkur benannt.

## Bashōs Haiku
Die Struktur seiner Haiku spiegelt die Einfachheit seiner meditativen Lebensweise wider. Er versah viele seiner Verse mit einer mystischen Qualität und versuchte, die großen, weltbewegenden Themen durch einfache Naturbilder auszudrücken, vom Vollmond im Herbst bis zu den Flöhen in seiner Hütte. Bashō gab dem Haiku eine ganz neue Anmut. Er vertiefte im Haiku den Zen-Gedanken und begriff Poesie als einen eigenen Lebensstil. Bashō war der festen Überzeugung, Poesie könne eine Quelle der Erleuchtung sein. „Erlange Erleuchtung, dann kehre zurück in die Welt der normalen Menschlichkeit“, riet Bashō. Und weiter: „Tritt nicht in die Fußstapfen der alten Meister, aber suche, was sie suchten“. Seine Aufmerksamkeit für den Kosmos der Natur entwickelte die Versform des Haiku von einem bis dahin unbedeutenden Zeitvertreib der höfischen Aristokratie zu einem Hauptgenre japanischer Poesie. Beispiel: „Dort im Fischerkorb – welchen flüchtigen Mondentraum – träumt der Tintenfisch“.

### Das Frosch-Haiku
Das so genannte „Frosch-Haiku“ ist das bekannteste Haiku Bashōs und dürfte zu den meistzitierten Haiku überhaupt gehören:
| Japanisch                | Transkription                           | Übersetzungsvariante                                                      | Übersetzungsvariante                                                  | Übersetzungsvariante                            |
| ------------------------ | --------------------------------------- | ------------------------------------------------------------------------- | --------------------------------------------------------------------- | ----------------------------------------------- |
| 古池や 蛙飛び込む 水の音 | furu ike ya kawazu tobikomu mizu no oto | Der alte Weiher: Ein Frosch springt hinein. Oh! Das Geräusch des Wassers. | Der alte Teich. Ein Frosch springt hinein – das Geräusch des Wassers. | Uralter Teich. Ein Frosch springt hinein. Plop. |

## Werke in deutscher Übersetzung
- Matsuo Bashō, Übersetzt von Ralph-Rainer Wuthenow; Illustrationen: Leiko Ikemura. 111 Haiku. Zürich: Ammann, 1987, ISBN 3-250-01047-2.
- Matsuo Bashō, Übersetzt von Ralph-Rainer Wuthenow; Illustrationen: Leiko Ikemura. Hundertelf Haiku. Frankfurt am Main: Fischer, 2009, ISBN 978-3-10-005223-0. (Neuauflage Dezember 2014).
- Matsuo Bashō: Sarumino. Das Affenmäntelchen. Herausgegeben und aus dem Japanischen übertragen von G.S. Dombrady. Dieterich’sche Verlagsbuchhandlung, Mainz 1994, ISBN 3-87162-034-3.
- Matsuo Bashō: Auf schmalen Pfaden durchs Hinterland. Aus dem Japanischen übertragen sowie mit einer Einführung und Annotationen versehen von G.S. Dombrady. 4., verbesserte Auflage. Dieterich’sche Verlagsbuchhandlung, Mainz 2011, ISBN 978-3-87162-075-1.
- Shōmon I. Das Tor der Klause zur Bananenstaude. Haiku von Bashōs Meisterschülern Kikaku, Kyorai, Ransetsu. Herausgegeben und aus dem Japanischen übertragen von Ekkehard May. 2. Auflage. Dieterich’sche Verlagsbuchhandlung, Mainz 2005, ISBN 3-87162-050-5.
- Shōmon II. Haiku von Bashôs Meisterschülern: Jōsō, Izen, Bonchō, Kyoriku, Sampû, Shikō, Yaba. Herausgegeben und aus dem Japanischen übertragen sowie mit einer Einführung und Annotationen von Ekkehard May. Dieterich’sche Verlagsbuchhandlung, Mainz 2002, ISBN 3-87162-057-2.
- Hokkus. Herausgegeben und übersetzt von H.-C. Günther, Verlag Traugott Bautz, Nordhausen 2014, ISBN 978-3-88309-866-1.
- Haibun. Herausgegeben und übersetzt von Ekkehard May, Dieterich’sche Verlagsbuchhandlung, Mainz 2014, ISBN 978-3-87162-082-9.
- Neujahrstag. Herausgegeben von Elena Moreno Sobrino. Deutsche Übersetzung von A.Gerhard. Calambac Verlag, Saarbrücken 2016, ISBN 978-3-943117-90-5.
- Tu mir nicht nach. Herausgegeben von Elena Moreno Sobrino. Deutsche Übersetzung von A. Gerhard. Calambac Verlag, Saarbrücken 2016, ISBN 978-3-943117-91-2.

## Literarische Rezeption
Marion Poschmann: Die Kieferninseln: Der Privatdozent Gilbert Silvester reist in einer beruflichen und privaten Krise nach Japan und besucht Stationen der Wanderung Matsuo Bashos von Tokyo nach Matsushima (Oku no Hosomichi): Blüten im Ueno-Park, Sumida-Fluss in Senju, Sue Berg der letzten Kiefer und mit Krüppelkiefern bewachsener Stein im Meer bei Shiogama. Andere Heiligtümer (Nikko, Ashino) lernt er durch Gedichte kennen. Von diesen Vorbildern lässt er sich selbst zu Haiku-Gedichten inspirieren. Am Ziel seiner Reise, auf Ojima, macht er unter dem Eindruck der mondbeschienenen Bucht der Kieferninseln eine neue Naturerfahrung, die Grundlage seiner veränderten Lebenseinstellung sein könnte.